# Ermitážní kočky

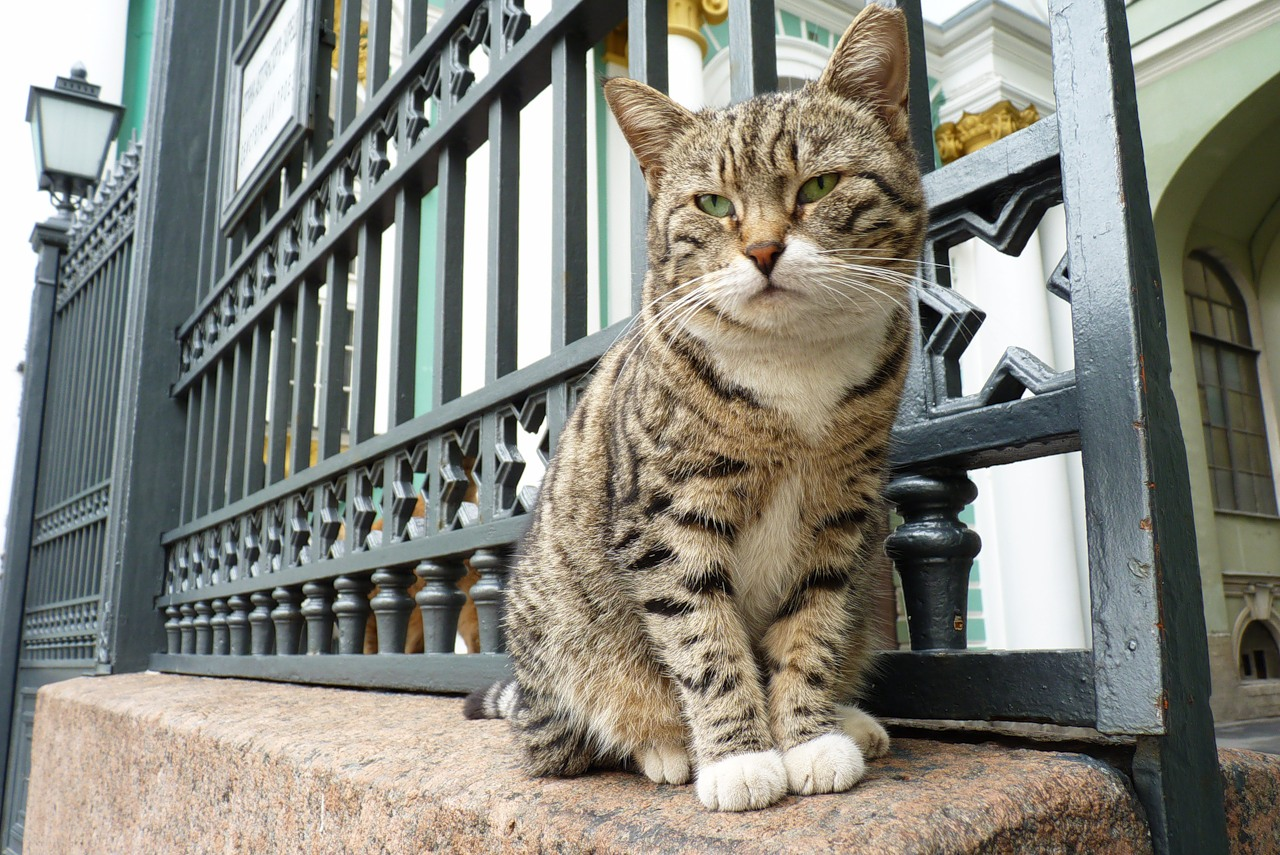
Kočka na zídce před Ermitáží

Ermitážní kočky (rusky Эрмитажные коты) jsou skupina několika desítek (uváděný počet se pohybuje mezi 50–75) koček domácích, které žijí v petrohradském muzeu Ermitáž, kde mají za úkol lovit hlodavce. Ačkoliv tráví většinu času v suterénu a prostorách mimo sály a galerie, které jsou přístupné návštěvníkům, těší se mezi zaměstnanci muzea i turisty oblibě a několik lidí o ně pečuje. Jejich vztahy s veřejností se zabývá Marija Chaltunenová, která spolupracovala na několika knihách o těchto kočkách. Muzeum od roku 1999 pořádá každoroční Den ermitážních koček se zvláštním programem cíleným především na mladší návštěvníky – probíhá hledání pokladu, vyhodnocení výtvarné soutěže, do které se zapojují stovky dětí, a návštěvníkům je umožněn vstup do útrob Ermitáže, kde kočky žijí a kde jsou vystavena nejzdařilejší soutěžní díla. V roce 2013 byla kočkám věnována vlastní expozice s obrazy francouzského malíře a grafika Théophila Alexandra Steinlena, který byl známý svými díly s kočičími náměty.
Kočky byly v Zimním paláci ještě před zřízením muzea – Alžběta Petrovna kvůli problému s hlodavci nechala v roce 1745 dovézt do Petrohradu z Kazaně kocoury vyhlášené jejich schopností tyto škůdce hubit. Kateřina Veliká je pověřila střežením sbírek nově vzniklého muzea. Během několikaletého obléhání Leningradu kočky z celého města, včetně Ermitáže, vymizely. Po válce byly jejich stavy obnoveny. Ve 21. století jejich význam jako myšilovů klesl, je o ně přesto dobře postaráno – mají vlastní kuchyň a zdravotnické zázemí – díky finančním darům a práci dobrovolníků. V létě 2020 jim například v závěti odkázal Francouz Christoff Botar malou část svého jmění, které má být použito na rekonstrukci jejich prostor. Během mistrovství světa v roce 2018 byl tamní kocour Achilles pověřen, podobně jako před ním německá chobotnice Paul, předpověďmi fotbalových výsledků výběrem mezi dvěma miskami s granulemi, které byly označeny vlajkami reprezentovaných zemí.